# ATI Technologies
ATI Technologies Inc. (rekurzivni akronim za Array Technologies Incorporated, znan samo kot ATI) je podjetje ustanovljeno leta 1985 v Kanadi. Podjetje slovi po grafičnih karticah, na trgu s katerimi ima hud boj z NVIDIA. Oktobra 2006 je podjetje prevzel ameriški proizvajalec polprevodnikov AMD.
Znana je predvsem njihova samostojna linija grafične strojne opreme za osebne računalnike z blagovno znamko Radeon. ATI-jevi grafični procesorji poleg tega skrbijo za izris slike v igralnih konzolah Nintendo Wii in Microsoft Xbox 360.